# Kankaniblé
Kankaniblé est une localité située dans le département de Bousséra de la province du Poni dans la région Sud-Ouest au Burkina Faso.

## Géographie
Kankaniblé est situé à environ 8 km à l'est de Bousséra et à 2 km à l'ouest de Batié-Blé.

## Santé et éducation
Le centre de soins le plus proche de Kankaniblé est le centre de santé et de promotion sociale (CSPS) de Batié-Blé tandis que le centre médical avec antenne chirurgicale (CMA) de la province se trouve à Gaoua.